# Вавунія (підрозділ окружного секретаріату)
Підрозділ окружного секретаріату Вавунія — підрозділ окружного секретаріату округу Вавунія, Північна провінція, Шрі-Ланка. Складається з 43 Грама Ніладхарі.